# Salzwedel
Salzwedel (in basso tedesco Soltwedel) è una città della Sassonia-Anhalt, in Germania.

È il capoluogo, e il centro maggiore, del Circondario di Altmark Salzwedel (targa SAW).
Salzwedel si fregia del titolo di "città anseatica" (Hansestadt).

## Geografia antropica

### Suddivisioni amministrative
Il territorio della città si divide in 14 consigli di zona (Ortschaft), che a loro volta comprendono più centri abitati (Ortsteil):
- Benkendorf (Benkendorf, Büssen)
- Brietz (Brietz, Chüttlitz)
- Chüden (Groß Chüden, Klein Chüden, Ritze)
- Dambeck (Dambeck, Amt Dambeck, Brewitz)
- Henningen (Henningen, Andorf, Barnebeck, Groß Grabenstedt, Hestedt, Klein Grabenstedt, Rockenthin)
- Klein Gartz
- Langenapel
- Liesten (Liesten, Depekolk)
- Mahlsdorf (Mahlsdorf, Maxdorf)
- Osterwohle (Osterwohle, Bombeck, Groß Gerstedt, Klein Gerstedt, Wistedt)
- Pretzier (Pretzier, Königstedt)
- Riebau (Riebau, Jeebel)
- Kernstadt Salzwedel (Salzwedel, Böddenstedt, Hoyersburg, Kricheldorf, Sienau)
- Seeben (Seeben, Cheine, Darsekau)
- Stappenbeck (Stappenbeck, Buchwitz)
- Steinitz (Steinitz, Kemnitz, Ziethnitz)
- Tylsen (Tylsen, Niephagen)
- Wieblitz-Eversdorf (Eversdorf, Groß Wieblitz, Klein Wieblitz)

## Amministrazione

### Gemellaggi
Salzwedel è gemellata con:
- San Vito dei Normanni, dal 1990
- Wesel, dal 1990
- Felixstowe, dal 1994